# John Alvbåge
 John Rune Alvbåge (Göteborg, 1982. június 10. –) svéd válogatott labdarúgó, jelenleg az amerikai Minnesota United játékosa kölcsönben az IFK Göteborg csapatától.
A svéd válogatott tagjaként részt vett a 2006-os világbajnokságon.

## Sikerei, díjai
- IFK Göteborg
  - Svéd kupagyőztes (2): 2012–13, 2014–15